# ミシェル・ピルツ
ミシェル・ピルツ（Michel Pilz、1945年10月28日 - 2023年11月2日) は、ドイツのバート・ノイシュタット生まれのジャズ・クラリネット奏者。
ピルツは、1960年代半ばにルクセンブルク音楽院にクラリネットの学生として在籍し、1968年にマンフレート・ショーフのアンサンブルに参加。このアンサンブルは1980年代まで維持されることとなった。1970年代にはジャーマン・オールスターズや、アレクサンダー・フォン・シュリッペンバッハ率いるグローブ・ユニティ・オーケストラとも共演した。1972年に自身のアンサンブルを結成し、ペーター・コヴァルト、ポール・ローフェンス、ブッシ・ニーベルガル、沖至らと共演した。